# Pablo Vicó
Pablo Vicó (Buenos Aires, Argentina; 5 de noviembre de 1955) es un exfutbolista y director técnico argentino. Desde 2009 a 2024 dirigió ininterrumpidamente a Brown de Adrogué. Actualmente se encuentra sin club tras un paso como entrenador del Club Agropecuario Argentino en la Primera B Nacional.

## Carrera como técnico
Vicó hizo su debut como técnico el 21 de marzo de 2009 en Brown de Adrogué y desde allí se convirtió en el entrenador más longevo en la historia del club y de la historia del fútbol argentino, superando a Victorio Spinetto, y completó en el año 2022 un total de trece años y más de 500 partidos con el tricolor.
El 21 de marzo de 2024, logró un récord histórico para el fútbol argentino como director técnico cumpliendo 15 años ininterrumpidos a cargo del primer equipo de Brown. Logró ubicarse en este tipo de récord como el quinto entrenador con más tiempo en un club históricamente.
El 1 de mayo de ese mismo año se confirmó que no seguiría en el club, dimitiendo como técnico. El último partido que dirigió fue el encuentro de Brown frente a Estudiantes de Río Cuarto por la 14 fecha de la Campeonato de Primera Nacional. En su paso por el club ganó dos veces la Primera B Metropolitana, en 2013 y 2015.

## Reconocimiento
Vicó tiene una calle en su honor en San Clemente del Tuyú.

## Clubes

### Como jugador[16]
| Club           | País      | Año       |
| -------------- | --------- | --------- |
| San Miguel     | Argentina | ?         |
| Temperley      | Argentina | 1979-1980 |
| Tristán Suárez | Argentina | ?         |

### Como entrenador
| Brown de Adrogué Argentina | 3.ª                 | 2004 (e)            | Desconocido | Desconocido | Desconocido | Desconocido | -  | - | - | - | - | - | - | - | -  | - | - | - | Desconocido | Desconocido | Desconocido | Desconocido | Desconocido |
| Brown de Adrogué Argentina | 3.ª                 | 2006 (e)            | Desconocido | Desconocido | Desconocido | Desconocido | -  | - | - | - | - | - | - | - | -  | - | - | - | Desconocido | Desconocido | Desconocido | Desconocido | Desconocido |
| Brown de Adrogué Argentina | 3.ª                 | 2009                | 12          | 4           | 4           | 4           | -  | - | - | - | - | - | - | - | -  | - | - | - | 12          | 4           | 4           | 4           | 44.44%      |
| Brown de Adrogué Argentina | 3.ª                 | 2009-10             | 40          | 14          | 12          | 14          | -  | - | - | - | - | - | - | - | -  | - | - | - | 40          | 14          | 12          | 14          | 45%         |
| Brown de Adrogué Argentina | 3.ª                 | 2010-11             | 42          | 19          | 13          | 10          | -  | - | - | - | - | - | - | - | 2  | 0 | 1 | 1 | 44          | 19          | 14          | 11          | 53.79%      |
| Brown de Adrogué Argentina | 3.ª                 | 2011-12             | 40          | 19          | 12          | 9           | 1  | 0 | 0 | 1 | - | - | - | - | 1  | 0 | 0 | 1 | 42          | 19          | 12          | 11          | 54.76%      |
| Brown de Adrogué Argentina | 3.ª                 | 2012-13             | 40          | 16          | 15          | 9           | 3  | 2 | 0 | 1 | - | - | - | - | 4  | 1 | 2 | 1 | 47          | 19          | 17          | 11          | 52.49%      |
| Brown de Adrogué Argentina | 2.ª                 | 2013-14             | 42          | 13          | 11          | 18          | 2  | 1 | 1 | 0 | - | - | - | - | -  | - | - | - | 44          | 14          | 12          | 18          | 40.91%      |
| Brown de Adrogué Argentina | 3.ª                 | 2014                | 20          | 4           | 7           | 9           | -  | - | - | - | - | - | - | - | -  | - | - | - | 20          | 4           | 7           | 9           | 31.67%      |
| Brown de Adrogué Argentina | 3.ª                 | 2015                | 42          | 23          | 12          | 7           | 1  | 0 | 0 | 1 | - | - | - | - | -  | - | - | - | 43          | 23          | 12          | 8           | 62.79%      |
| Brown de Adrogué Argentina | 2.ª                 | 2016                | 21          | 6           | 10          | 5           | 1  | 0 | 0 | 1 | - | - | - | - | -  | - | - | - | 22          | 6           | 10          | 6           | 42.42%      |
| Brown de Adrogué Argentina | 2.ª                 | 2016-17             | 44          | 18          | 11          | 15          | 1  | 0 | 0 | 1 | - | - | - | - | -  | - | - | - | 45          | 18          | 11          | 16          | 48.15%      |
| Brown de Adrogué Argentina | 2.ª                 | 2017-18             | 24          | 10          | 7           | 7           | 3  | 0 | 2 | 1 | - | - | - | - | 1  | 0 | 1 | 0 | 28          | 10          | 10          | 8           | 47.61%      |
| Brown de Adrogué Argentina | 2.ª                 | 2018-19             | 24          | 9           | 9           | 6           | -  | - | - | - | - | - | - | - | 2  | 1 | 0 | 1 | 26          | 10          | 9           | 7           | 38.6%       |
| Brown de Adrogué Argentina | 2.ª                 | 2019-20             | 21          | 5           | 9           | 7           | -  | - | - | - | - | - | - | - | -  | - | - | - | 21          | 5           | 9           | 7           | 38.1%       |
| Brown de Adrogué Argentina | 2.ª                 | 2020                | 7           | 2           | 3           | 2           | -  | - | - | - | - | - | - | - | -  | - | - | - | 7           | 2           | 3           | 2           | 42.86%      |
| Brown de Adrogué Argentina | 2.ª                 | 2021                | 34          | 12          | 11          | 11          | -  | - | - | - | - | - | - | - | -  | - | - | - | 34          | 12          | 11          | 11          | 46.07%      |
| Brown de Adrogué Argentina | 2.ª                 | 2022                | 36          | 11          | 11          | 14          | 1  | 0 | 0 | 1 | - | - | - | - | -  | - | - | - | 37          | 11          | 11          | 15          | 39.64%      |
| Brown de Adrogué Argentina | 2.ª                 | 2023                | 34          | 11          | 14          | 9           | -  | - | - | - | - | - | - | - | -  | - | - | - | 34          | 11          | 14          | 9           | 46.08%      |
| Brown de Adrogué Argentina | 2.ª                 | 2024                | 13          | 1           | 5           | 7           | -  | - | - | - | - | - | - | - | -  | - | - | - | 13          | 1           | 5           | 7           | 20,51%      |
| Brown de Adrogué Argentina | Total               | Total               | 536         | 197         | 176         | 163         | 13 | 3 | 3 | 7 | 0 | 0 | 0 | 0 | 10 | 2 | 4 | 4 | 559         | 202         | 183         | 174         | 47.05%      |
| Agropecuario Argentina     | 2.ª                 | 2024                | 11          | 4           | 2           | 5           | -  | - | - | - | - | - | - | - | -  | - | - | - | 11          | 4           | 2           | 5           |             |
| Agropecuario Argentina     | Total               | Total               | 11          | 4           | 2           | 5           | 0  | 0 | 0 | 0 | 0 | 0 | 0 | 0 | 0  | 0 | 0 | 0 | 11          | 4           | 2           | 5           |             |
| Total en su carrera        | Total en su carrera | Total en su carrera | 547         | 201         | 178         | 168         | 13 | 3 | 3 | 7 | 0 | 0 | 0 | 0 | 10 | 2 | 4 | 4 | 570         | 206         | 185         | 179         | 46.96%      |
| 1. 2. 3.                   |                     |                     |             |             |             |             |    |   |   |   |   |   |   |   |    |   |   |   |             |             |             |             |             |

## Palmarés

### Como entrenador

#### Campeonatos nacionales
| Título                  | Club             | País      | Año     |
| ----------------------- | ---------------- | --------- | ------- |
| Primera B Metropolitana | Brown de Adrogué | Argentina | 2012-13 |
| Primera B Metropolitana | Brown de Adrogué | Argentina | 2015    |